# Felix Scheder-Bieschin (Manager, 1899)
Felix Scheder-Bieschin (* 22. Oktober 1899 in Kiel; † 2. September 1940 auf See) war ein deutscher Wirtschaftsmanager, Seeoffizier und Regattasegler.

## Leben

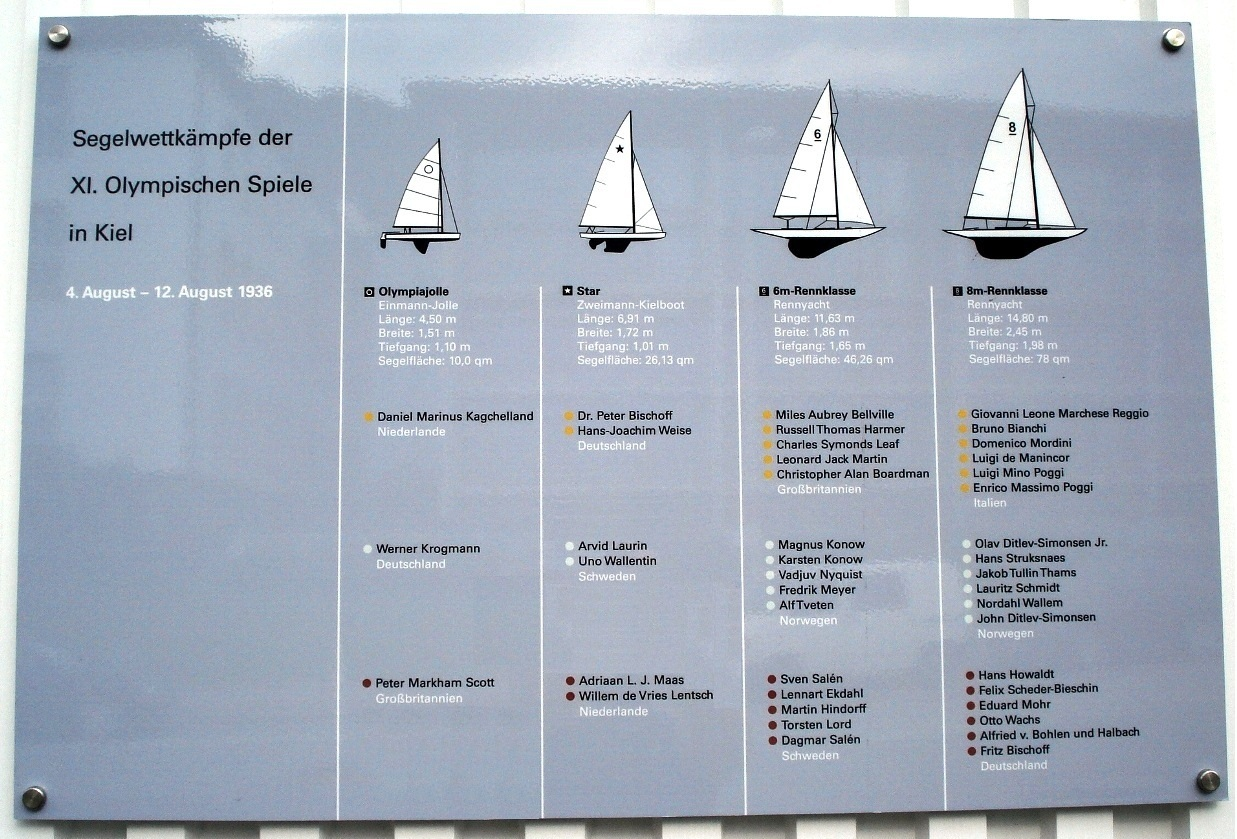
Informationstafel mit den Ergebnissen der olympischen Segelwettbewerbe 1936 am Tor zum Sportboothafen Düsternbrook in Kiel, dem damaligen „Olympiahafen Düsternbrook“

Scheder-Bieschin besuchte die Kieler Gelehrtenschule. Nach dem Kriegsdienst in der Kaiserlichen Marine studierte Scheder-Bieschin Rechtswissenschaften und Volkswirtschaft. Nach ersten Tätigkeiten, u. a. bei Possehl in Lübeck, wurde er im Jahr 1934 Geschäftsführer der Nordseewerke in Emden. Ab 1. April 1937 bis zu seinem Tod war er Vorstandsvorsitzender der Howaldtswerke AG in Kiel, bis 2012 Howaldtswerke-Deutsche Werft (HDW).
Im Jahr 1936 war er Olympiateilnehmer bei den Segelwettbewerben vor Kiel mit der Crewmitglied der 8mR-Rennyacht Germania III von Eigner Alfried Krupp von Bohlen und Halbach (1907–1967) und Gewinner der Bronzemedaille.
Als Korvettenkapitän der Reserve fiel Felix Scheder-Bieschin am 2. September 1940 auf der Rückreise von Norwegen durch einen Torpedoangriff.
Sein Sohn ist der gleichnamige deutsche Unternehmer und Hochseesegler Felix Scheder-Bieschin (1929–2024).